# I tre diavoli
I tre diavoli (Variétés) è un film francese del 1935 diretto da Nicolas Farkas.

## Trama
Tre trapezisti, due uomini e una donna, dopo vari tentativi riescono finalmente ad essere scritturati in un circo importante. I due uomini sono però entrambi innamorati della ragazza e questa rivalità amorosa mette a repentaglio l'armonia del gruppo.

## Manifesti e locandine
La realizzazione dei manifesti fu affidata al pittore Carlo Ludovico Bompiani.